# سد شیمنکان
سد شیمنکان (به لاتین: Shimenkan Dam) یک سد قوسی و نیروگاه برقابی در چین است که در پوور سیتی واقع شده‌است.